# Finale della Coppa UEFA 1992-1993
La finale della 22ª edizione della Coppa UEFA fu disputata in gara d'andata e ritorno tra Borussia Dortmund e Juventus. Il 5 maggio 1993 al Westfalenstadion di Dortmund la partita, arbitrata dall'ungherese Sándor Puhl, finì 1-3.
La gara di ritorno si disputò dopo due settimane allo stadio delle Alpi di Torino e fu arbitrata dall'olandese John Blankenstein. La partita terminò 3-0 e ad aggiudicarsi il trofeo fu la squadra italiana.

## Le squadre
| Squadre           | Partecipazioni precedenti (il grassetto indica la vittoria) |
| ----------------- | ----------------------------------------------------------- |
| Juventus          | 2 (1977, 1990)                                              |
| Borussia Dortmund | Nessuna                                                     |

## Il cammino verso la finale

Da destra: il capitano dortmuniano Zorc, l'arbitro Van der Ende e il capitano romanista Giannini prima dell'andata dei quarti di finale all'Olimpico

La Juventus di Giovanni Trapattoni esordì contro i ciprioti dell'Anorthōsis, superandoli agevolmente con un ampio risultato aggregato di 10-1. Nel secondo turno gli italiani affrontarono i greci del Panathīnaïkos, sconfitti di misura ad Atene con l'unico gol di David Platt. Agli ottavi di finale i cecoslovacchi del Sigma Olomouc furono battuti sia all'andata sia al ritorno rispettivamente coi risultati di 2-1 e 5-0.
Ai quarti i Bianconeri affrontarono i portoghesi del Benfica, che gli inflissero l'unica sconfitta dell'edizione, salvo poi essere battuti a Torino con un secco 3-0. In semifinale furono i francesi del Paris Saint-Germain a venire estromessi, in virtù del complessivo 3-1 maturato tra l'andata al Delle Alpi e il ritorno al Parco dei Principi.

Il parigino Valdo inseguito dallo juventino Ravanelli nella semifinale di andata al Delle Alpi

Il Borussia Dortmund di Ottmar Hitzfeld iniziò il cammino europeo contro i maltesi del Floriana, sconfiggendoli largamente 8-2 tra andata e ritorno. Nel secondo turno i tedeschi affrontarono gli scozzesi del Celtic, battendoli 1-0 a Dortmund e 2-1 a Glasgow. Agli ottavi gli spagnoli del Real Saragozza furono sconfitti al Westfalenstadion per 3-1 dai padroni di casa, parziale che permise loro di superare il turno nonostante la caduta per 2-1 nel retour match alla Romareda.
Ai quarti di finale gli Schwarzgelben affrontarono gli italiani della Roma che vinsero 1-0 all'Olimpico, ma furono rimontati 2-0 a Dortmund. In semifinale i francesi dell'Auxerre (giustizieri dei campioni uscenti dell'Ajax) furono eliminati solo ai tiri di rigore, dopo che l'andata e il ritorno si conclusero con un 2-0 per parte.

## Le partite

### Andata
A Dortmund va in scena la finale di andata tra i padroni di casa del Borussia, che si riaffacciano sulla scena europea dopo i fasti degli anni 1960, e la Juventus, a caccia del tris in Coppa UEFA dopo i successi del 1977 e del 1990; si tratta del primo incontro, di quella che diventerà una classica del calcio europeo di questo decennio. I tedeschi vogliono dimostrare di poter tenere testa agli avversari e dopo appena 2' passano in vantaggio con un sinistro al volo di Michael Rummenigge, su cross di Reinhardt. La squadra italiana tuttavia non si scompone e dopo cinque minuti va vicina al pareggio, quando un pallonetto dell'ex di turno, Möller, viene fermato solo dalla traversa. I gialloneri riescono inizialmente a imbrigliare la manovra d'attacco avversaria, e al 16' sfiorano il raddoppio con Chapuisat, il quale penetra pericolosamente nell'area bianconera prima di venire fermato all'ultimo da Kohler.
La spinta dei padroni di casa, tuttavia, presto si affievolisce, e al 23' la Juventus spreca una clamorosa palla-gol per il pari, quando da uno spunto di Vialli, ancora Möller non trova un facile tap-in davanti a Klos. Nonostante l'errore, la gara si indirizza definitivamente a favore dei Bianconeri, tanto che intorno alla mezz'ora il risultato è già ribaltato: al 26' arriva il pareggio di Dino Baggio, con un tocco morbido e angolato di sinistro, sugli sviluppi di uno schema su calcio di punizione battuto da Möller; quattro minuti dopo è invece l'altro Baggio, Roberto, a siglare il vantaggio torinese, facendosi trovare smarcato al centro dell'area avversaria da un assist di Vialli, e insaccando alle spalle di Klos. Si va quindi all'intervallo sul parziale di 2-1 per gli uomini di Giovanni Trapattoni.
Alla ripresa Ottmar Hitzfeld inserisce l'attaccante Mill per il difensore Franck, irrobustendo il reparto offensivo del Borussia che tuttavia riesce a impegnare Peruzzi solo con un colpo di testa ravvicinato del capitano Zorc. Al 62' sono invece gli ospiti ad avere la più nitida occasione del secondo tempo, con un lancio di Möller che trova Roberto Baggio in zona-gol: il capitano bianconero supera di sinistro Klos, ma Schmidt salva i suoi a porta sguarnita. Il gol dei piemontesi è però solo rimandato: il Divin Codino è particolarmente ispirato e al 73' firma la doppietta personale, concludendo una combinazione Vialli-Möller con un rasoterra incrociato che carambola sul palo e finisce in rete, per il definitivo 3-1 della Juventus che chiude la partita e ipoteca il trofeo.

### Ritorno

Il giallonero Schmidt in scivolata sul bianconero Vialli nella finale di ritorno al Delle Alpi

Due settimane dopo, a Torino, gli ospiti sono chiamati a un'impresa che, come da pronostico, non riesce; Hitzfeld deve inoltre rinunciare all'infortunato Chapuisat, mentre dall'altra parte Trapattoni non può contare a centrocampo sullo squalificato Conte. Su di un campo pesante a causa di un rovescio scatenatosi nelle ore precedenti la partita, gli ospiti tentano subito di aggredire i padroni di casa, i quali in virtù del parziale maturato all'andata, preferiscono agire prettamente in contropiede. Nonostante quest'atteggiamento, i Bianconeri sono letali e dopo appena 5' passano in vantaggio con un sinistro di Dino Baggio; nel primo quarto d'ora i piemontesi vanno vicini al gol in altre due occasioni, ancora con Dino Baggio e poi con Kohler, in entrambe le occasioni su colpo di testa, mentre tra i tedeschi si segnala solo una sventagliata dai 20 metri di Schulz che lambisce il palo di Peruzzi.
L'iniziativa giallonera si fa più intensa alla mezz'ora, prima con una punizione di Reinhardt alta sopra la traversa, poi con un colpo di testa di Mill su azione di calcio d'angolo, e infine con un'altra conclusione di Schulz; tentativi che tuttavia non impensieriscono una Juventus più concreta che spettacolare in questa fase di gioco, e che quando nella parte finale del primo tempo aumenta nuovamente il ritmo, spegne definitivamente i propositi di rimonta del Borussia: dopo una serpentina di Roberto Baggio che semina il panico nell'area avversaria, al 42' è ancora Dino Baggio a realizzare la personale doppietta, battendo Klos con un colpo di testa su calcio piazzato di Möller. Con la sostituzione dell'infortunato Michael Rummenigge con Franck, la prima frazione si chiude sul parziale di 2-0 per i padroni di casa.

L'allenatore juventino Trapattoni, al suo terzo successo in Coppa UEFA — all'epoca un record —, viene portato in trionfo dai suoi giocatori

La ripresa si apre con il primo e unico intervento del portiere bianconero Peruzzi, chiamato in causa al 48' da Mill. Il pericolo corso scuote la Juventus che torna a comandare il gioco, e con il suo capitano Baggio, servito nella circostanza da Möller, va vicina al terzo gol con un tiro al volo che sfiora il montante. Ciò nonostante il 3-0 bianconero si materializza al 65', proprio con Möller abile a sfruttare un rimpallo fortunoso su rinvio di Franck. Ancora il Divin Codino, cercando un gol d'autore piuttosto che la concretezza, fallisce nel finale il possibile poker dei Bianconeri.
Al triplice fischio, Roberto Baggio — assurto a protagonista assoluto della cavalcata europea dei torinesi, e per questo premiato alla fine dell'anno solare coi due massimi riconoscimenti individuali dell'epoca, il Pallone d'oro di France Football e il World Player della FIFA — può quindi sollevare la terza Coppa UEFA della squadra bianconera, che diventa così la più titolata della competizione (mantenendo questo primato per i successivi ventidue anni); l'ampio risultato aggregato di 6-1, inoltre, è tuttora la vittoria con il maggior scarto in una finale di Coppa UEFA giocata in partita doppia. Infine, con questa vittoria il tecnico Trapattoni diventa — all'epoca — il primo a conquistare la Coppa UEFA per la terza volta: un record che resisterà per i successivi 28 anni prima di essere battuto da Unai Emery nel 2021.

## Tabellini

### Andata
| Arbitro: | Sándor Puhl |

|               |           |                                  |
| Rummenigge 2’ | Marcatori | 26’ D. Baggio 30’, 73’ R. Baggio |

| Borussia Dortmund | Juventus |

| Borussia Dortmund |    |                    |     |     |
|                   |    |                    |     |     |
| P                 | 1  | Stefan Klos        |     |     |
| D                 | 2  | Knut Reinhardt     |     |     |
| D                 | 3  | Thomas Franck      |     | 46’ |
| D                 | 4  | Bodo Schmidt       |     |     |
| D                 | 5  | Uwe Grauer         |     |     |
| D                 | 6  | Michael Lusch      |     |     |
| C                 | 7  | Stefan Reuter      |     |     |
| C                 | 8  | Michael Zorc       |     | 70’ |
| A                 | 9  | Stéphane Chapuisat |     |     |
| C                 | 10 | Michael Rummenigge | 28’ |     |
| C                 | 11 | Gerhard Poschner   |     |     |
| Sostituzioni:     |    |                    |     |     |
| A                 | 13 | Frank Mill         |     | 46’ |
| C                 | 14 | Steffen Karl       |     | 70’ |
| Allenatore:       |    |                    |     |     |
| Ottmar Hitzfeld   |    |                    |     |     |

| Juventus            |    |                         |     |     |
|                     |    |                         |     |     |
|                     |    |                         |     |     |
| P                   | 1  | Angelo Peruzzi          |     |     |
| D                   | 2  | Massimo Carrera         |     |     |
| D                   | 3  | Marco Antonio De Marchi |     |     |
| C                   | 4  | Dino Baggio             |     |     |
| D                   | 5  | Jürgen Kohler           |     |     |
| D                   | 6  | Júlio César             |     |     |
| C                   | 7  | Antonio Conte           | 47’ |     |
| C                   | 8  | Giancarlo Marocchi      | 72’ |     |
| A                   | 9  | Gianluca Vialli         |     |     |
| A                   | 10 | Roberto Baggio          |     | 76’ |
| A                   | 11 | Andreas Möller          |     | 88’ |
| Sostituzioni:       |    |                         |     |     |
| D                   | 14 | Roberto Galia           |     | 88’ |
| A                   | 15 | Paolo Di Canio          |     | 76’ |
| Allenatore:         |    |                         |     |     |
| Giovanni Trapattoni |    |                         |     |     |

### Ritorno
| Arbitro: | John Blankenstein |

|                              |           |  |
| D. Baggio 5’, 39’ Möller 65’ | Marcatori |  |

| Juventus | Borussia Dortmund |

| Juventus            |    |                         |     |     |
|                     |    |                         |     |     |
| P                   | 1  | Angelo Peruzzi          |     |     |
| D                   | 2  | Massimo Carrera         |     |     |
| D                   | 3  | Moreno Torricelli       |     | 67’ |
| D                   | 4  | Marco Antonio De Marchi | 43’ |     |
| D                   | 5  | Jürgen Kohler           |     |     |
| C                   | 6  | Júlio César             |     |     |
| C                   | 7  | Roberto Galia           | 53’ |     |
| C                   | 8  | Dino Baggio             |     |     |
| A                   | 9  | Gianluca Vialli         |     | 81’ |
| A                   | 10 | Roberto Baggio          |     |     |
| C                   | 11 | Andreas Möller          |     |     |
| Sostituzioni:       |    |                         |     |     |
| A                   | 15 | Paolo Di Canio          |     | 66’ |
| A                   | 16 | Fabrizio Ravanelli      |     | 80’ |
| Allenatore:         |    |                         |     |     |
| Giovanni Trapattoni |    |                         |     |     |

| Borussia Dortmund |    |                    |     |     |
|                   |    |                    |     |     |
|                   |    |                    |     |     |
| P                 | 1  | Stefan Klos        |     |     |
| D                 | 2  | Knut Reinhardt     |     |     |
| D                 | 3  | Bodo Schmidt       |     |     |
| D                 | 4  | Michael Schulz     |     |     |
| D                 | 5  | Ned Zelić          | 60’ |     |
| C                 | 6  | Gerhard Poschner   |     |     |
| D                 | 7  | Stefan Reuter      |     | 67’ |
| C                 | 8  | Steffen Karl       |     |     |
| A                 | 9  | Lothar Sippel      |     |     |
| C                 | 10 | Michael Rummenigge |     | 42’ |
| A                 | 11 | Frank Mill         |     |     |
| Sostituzioni:     |    |                    |     |     |
| C                 | 14 | Thomas Franck      |     | 42’ |
| D                 | 15 | Michael Lusch      |     | 67’ |
| Allenatore:       |    |                    |     |     |
| Ottmar Hitzfeld   |    |                    |     |     |